# رنو مگان اسپورت
رنو مگان اسپورت (Renault Mégane Sport) خودرویی است که از سال ۲۰۰۴ تاکنون تولید شده‌است.
این خودرو در کلاس هات هاچ قرار دارد. سیستم جعبه‌دندهٔ آن ۶ دنده و به صورت دستی است.

## نگارخانه

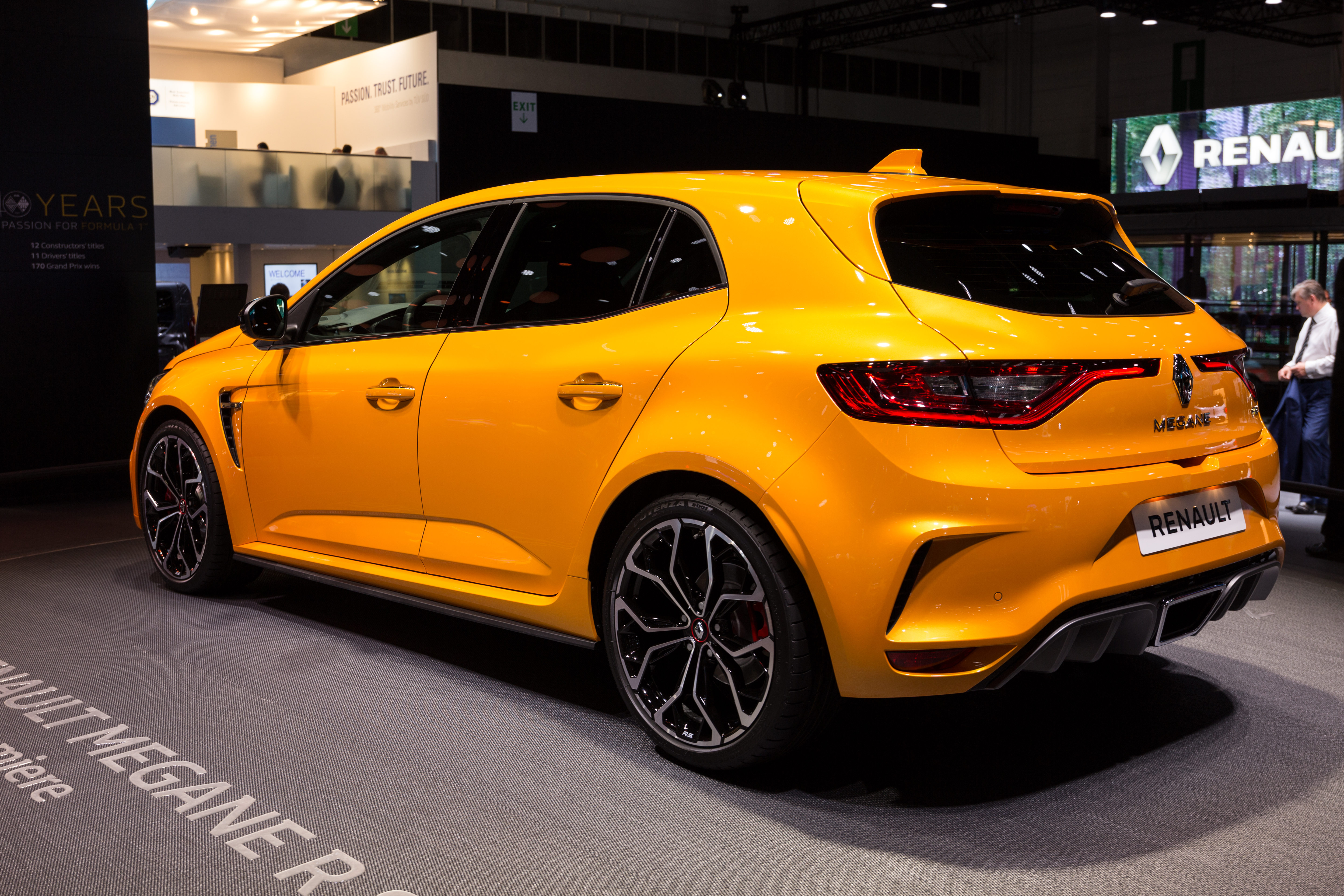
رنو مگان نسل چهارم اسپورت
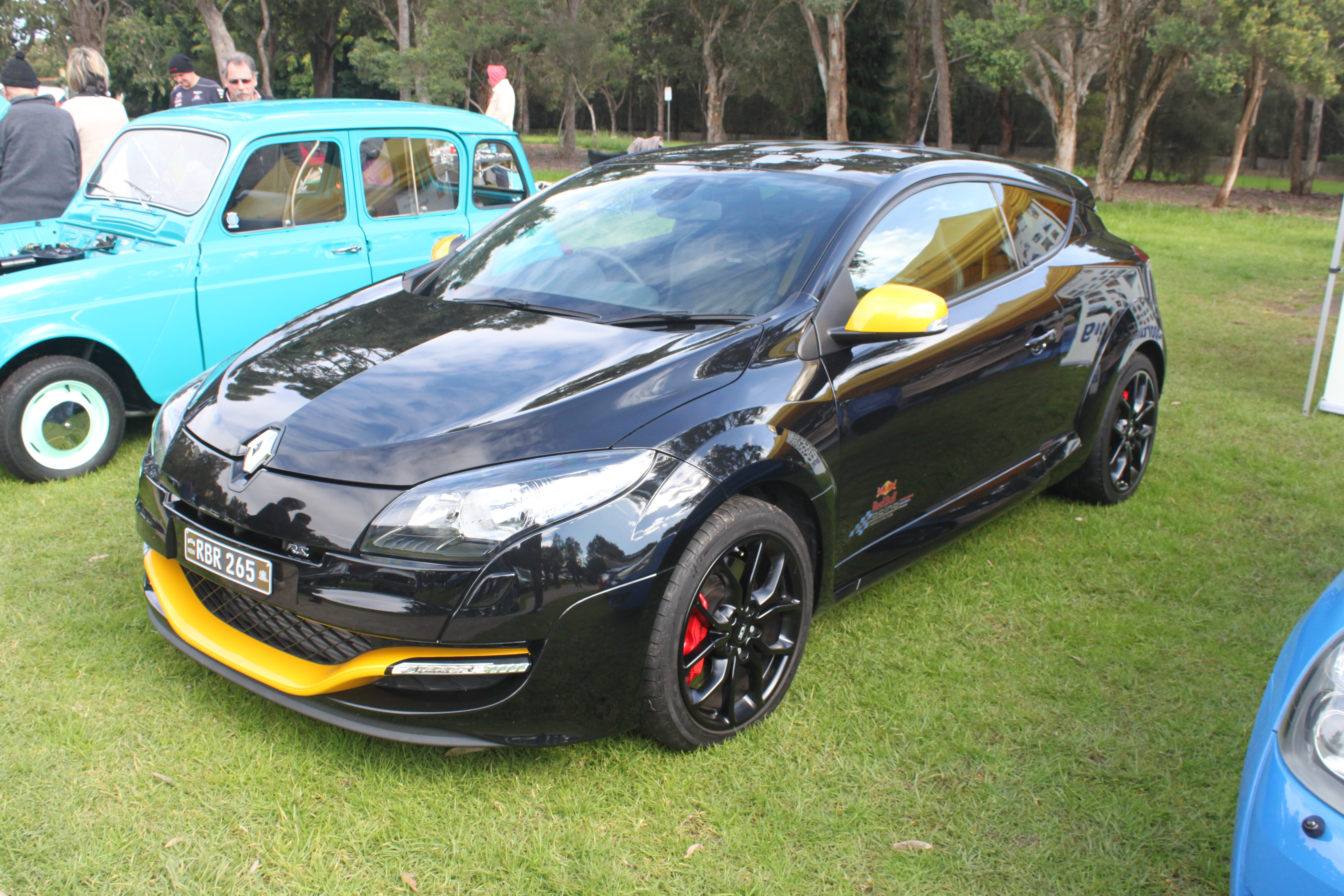
رنو مگان نسل سوم اسپورت
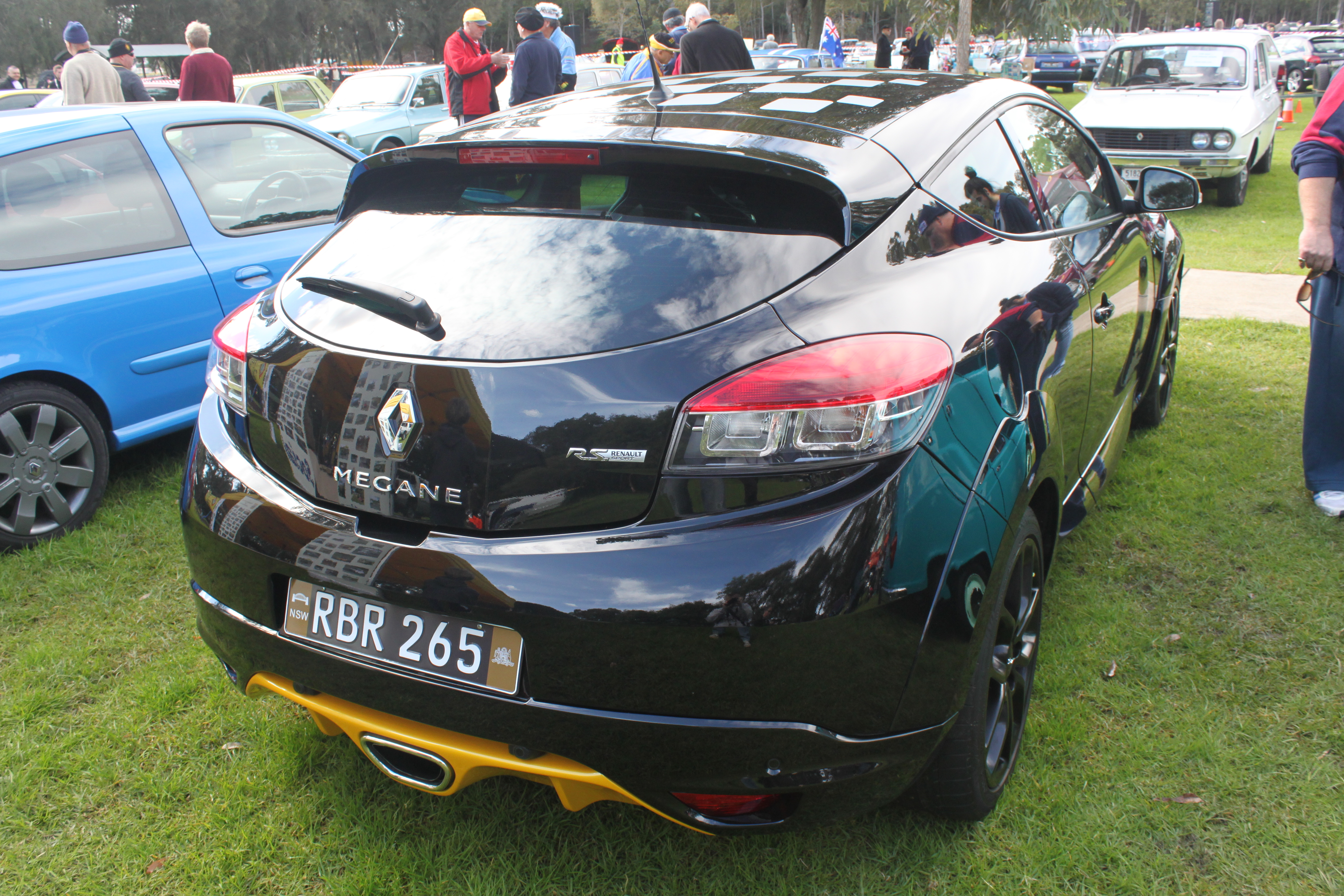
رنو مگان نسل سوم اسپورت
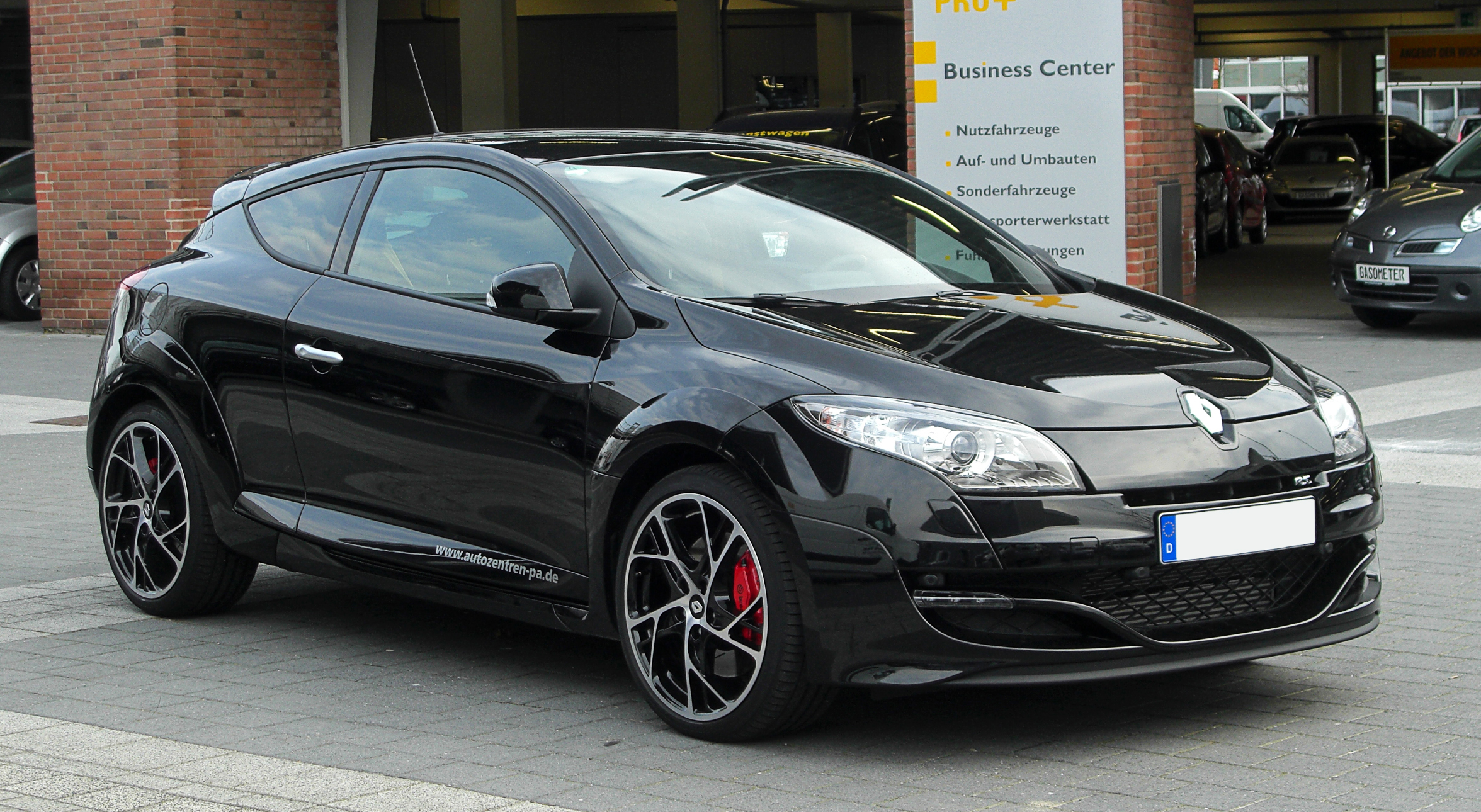
رنو مگان نسل سوم اسپورت
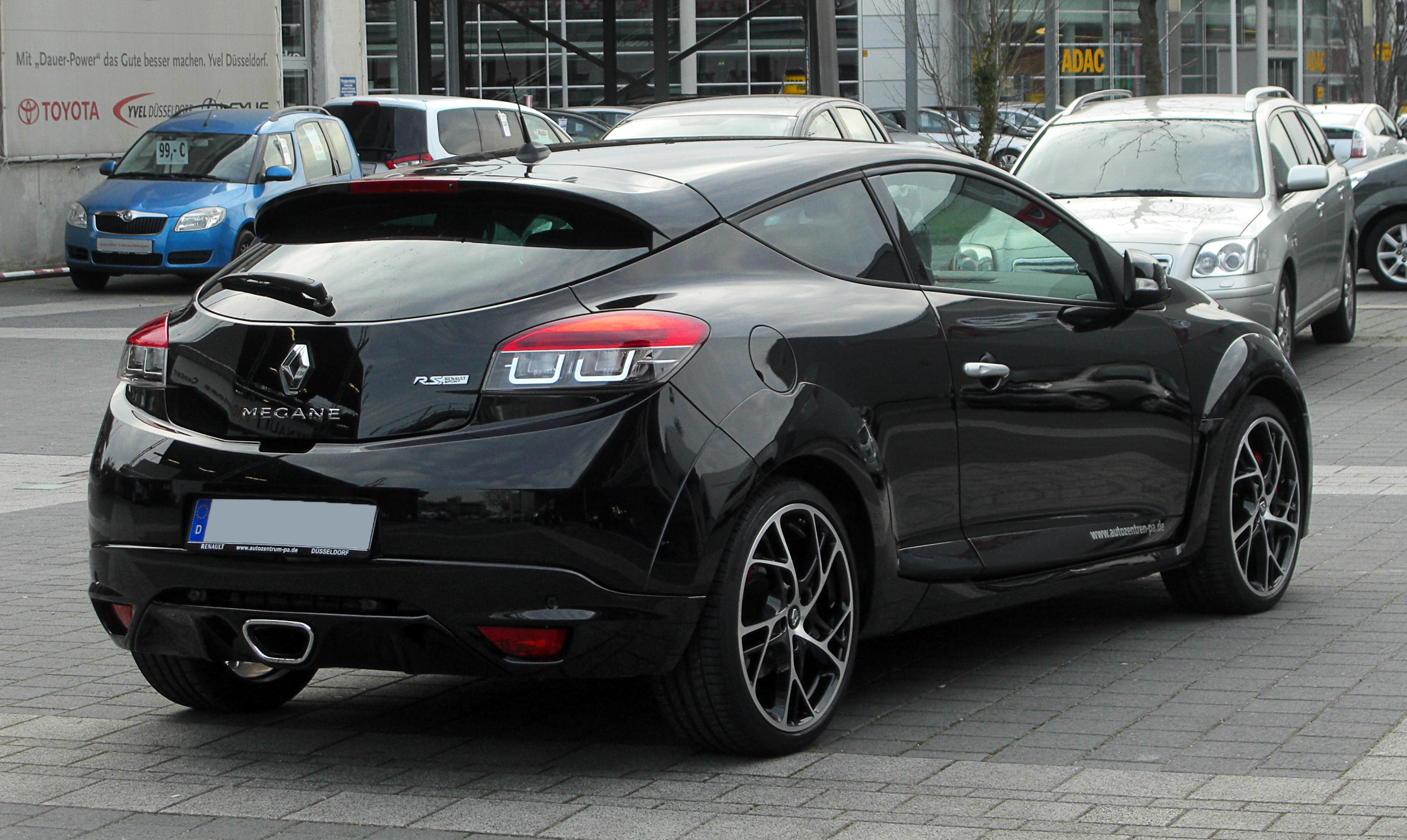
رنو مگان نسل سوم اسپورت
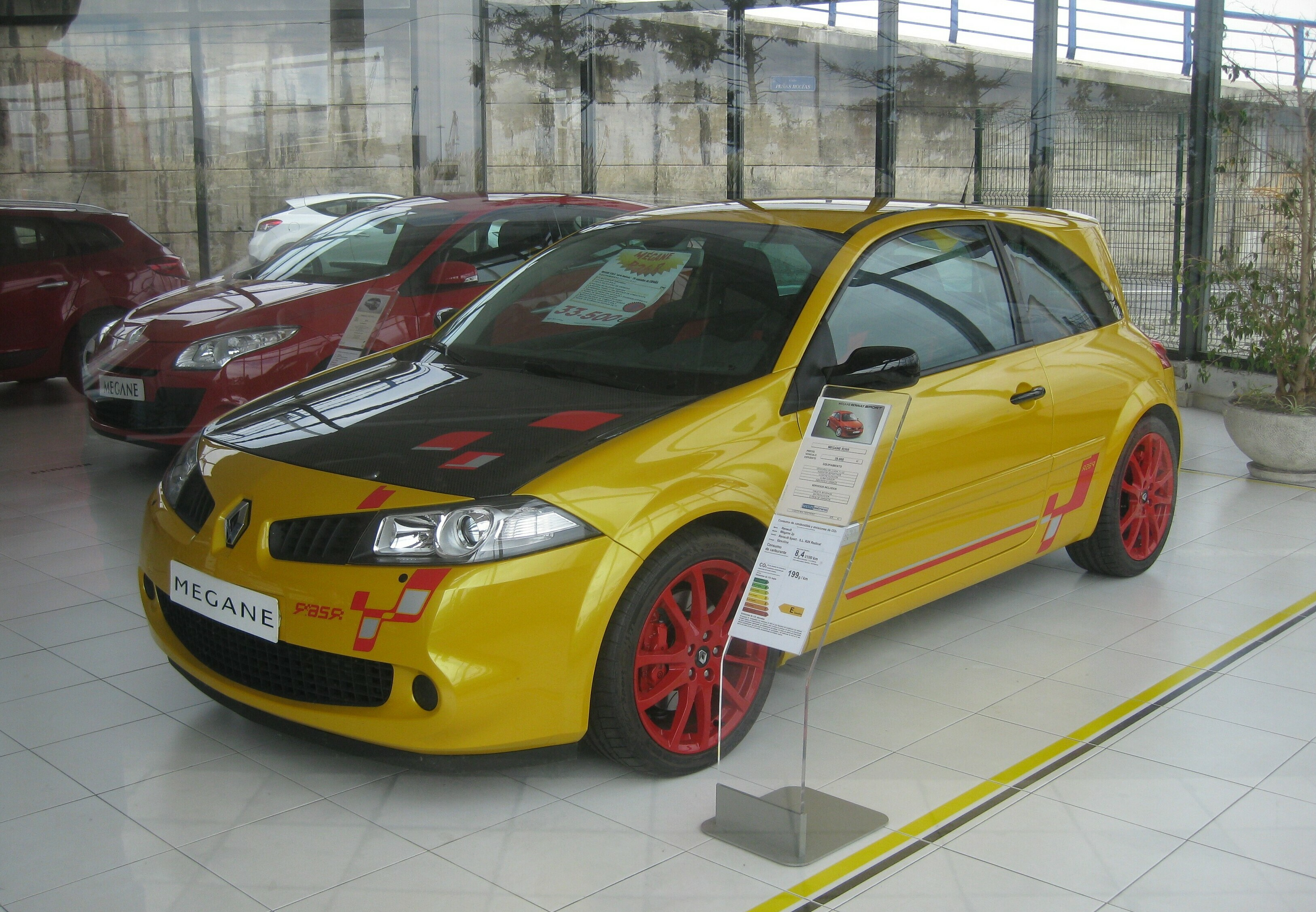
رنو مگان نسل دوم اسپورت
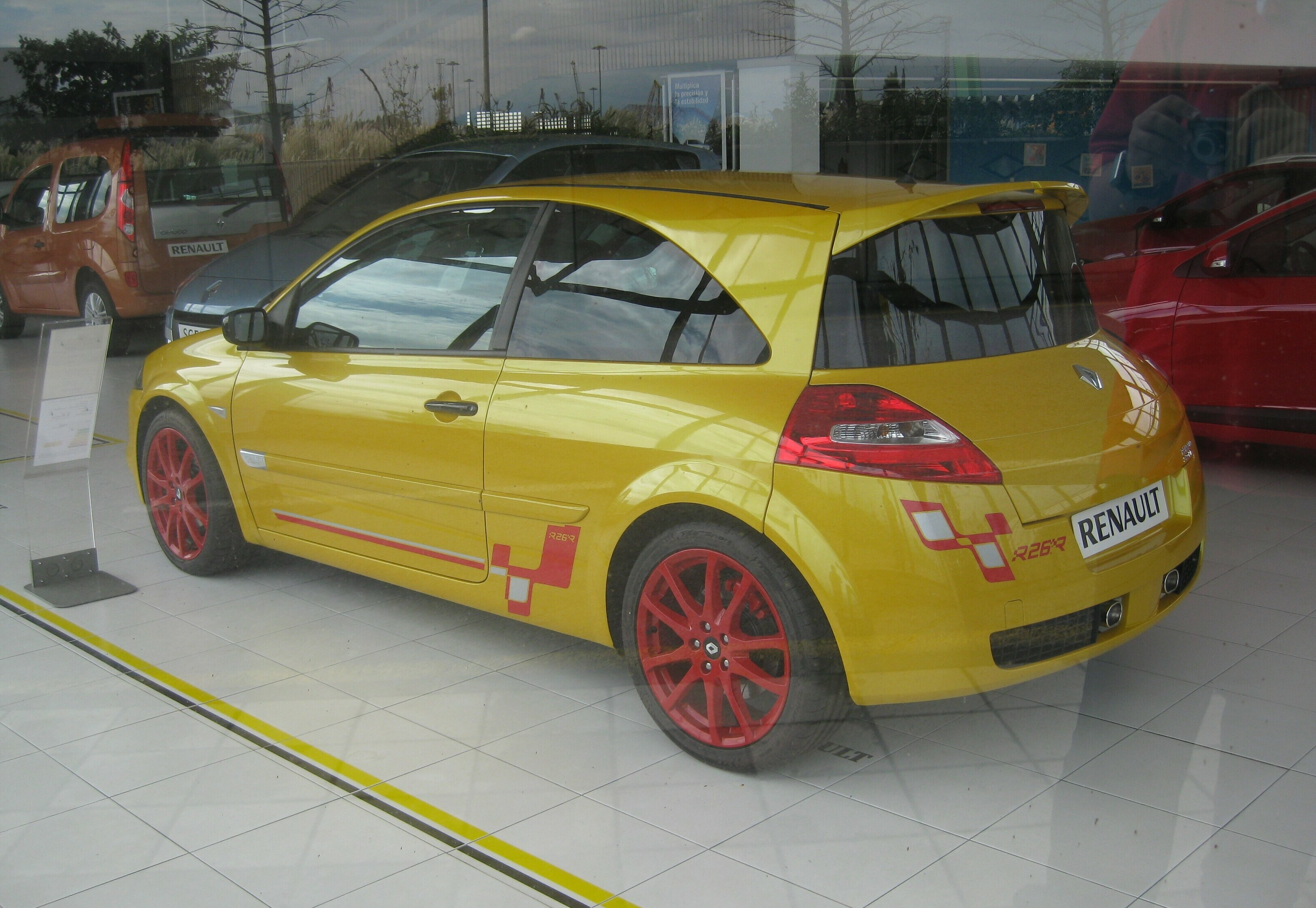
رنو مگان نسل دوم اسپورت
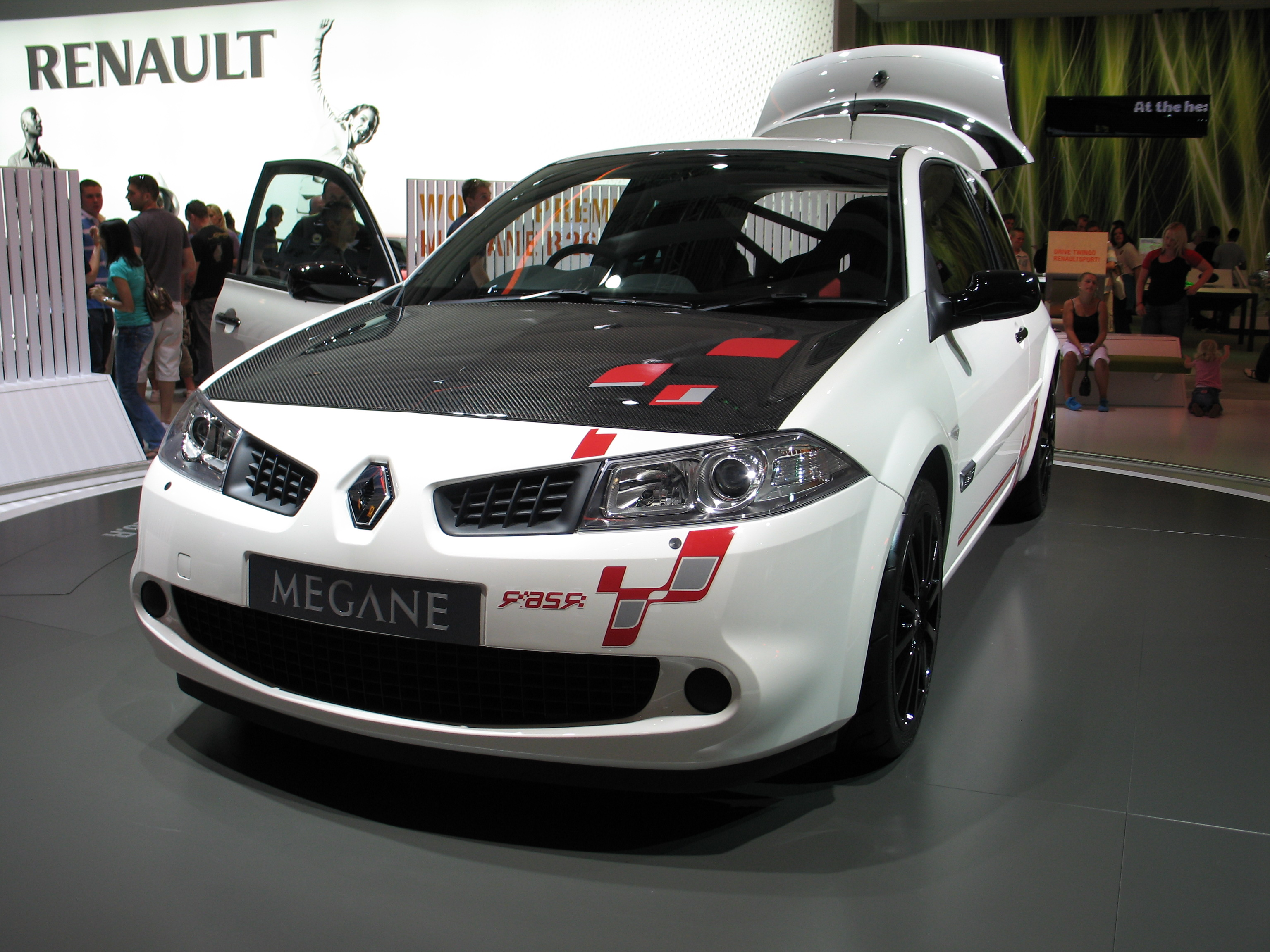
رنو مگان نسل دوم اسپورت
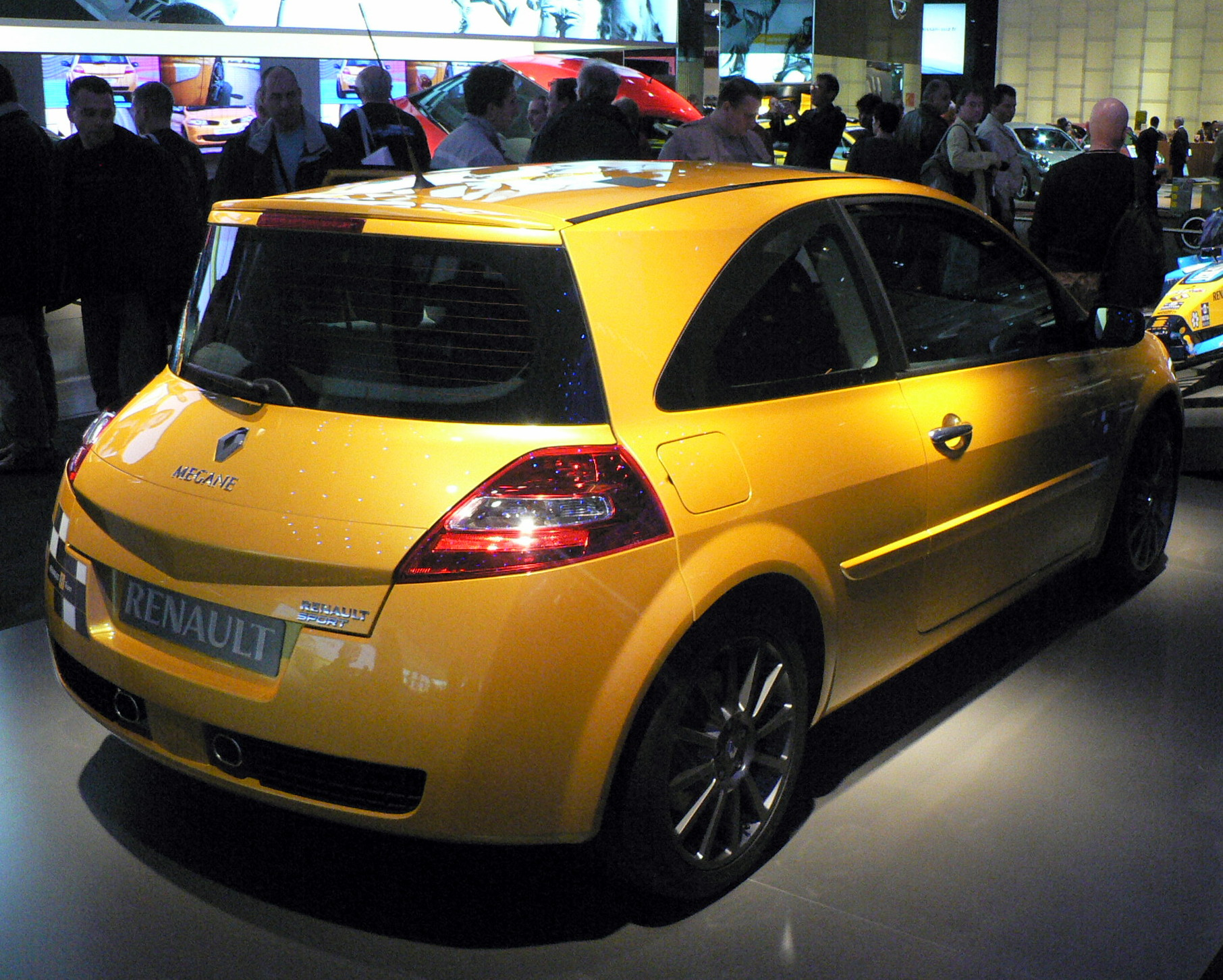
رنو مگان نسل دوم اسپورت